# The Dollar Bottom
Pour plus de détails, voir Fiche technique et Distribution.
The Dollar Bottom est un court-métrage britannique réalisé par Roger Christian et sorti en 1981.
Il a reçu l'Oscar du meilleur court métrage en prises de vues réelles.

## Fiche technique
- Réalisation  : Roger Christian
- Scénario : Shane Connaughton d'après une nouvelle de James Kennaway
- Production : Paramount Pictures, Rocking Horse
- Producteur : Lloyd Phillips
- Image : Roger Pratt
- Montage : Richard Trevor
- Musique : Trevor Jones
- Durée  : 33 minutes
- Date de sortie : février 1981

## Distribution
- Robert Urquhart
- Rikki Fulton
- Jonathan McNeil
- Angus Reid : Graham
- Iain Andrew : Browne
- David Bullion : Macadam
- Martin Thom : Macbeth
- Neil Crossan : Knox
- John Field : Hepburn
- Peter Adair : Moncrieff
- David Mowat : Porter
- Ruth Munroe : Mrs. Maclaren
- Gareth Williams : un écolier

## Distinctions
- Oscar du meilleur court métrage en prises de vues réelles[1],[2]